# Akharatan
Akharatan Meroé kusita uralkodója volt kb. i. e. 350–335 között.
Harsziotef fia és Nasztaszen fivére lehetett. Kártusa fennmaradt egy kápolnában, emellett ismert még egy fekete gránitszoborról a Dzsebel Barkal-i Ámon-templomból, ez ma Bostonban található (23.735). A szobor fejetlen és a lába is hiányzik.
Akharatant Nuriban temették el, a 14-es piramisba. Öccse, Nasztaszen követhette a trónon, de lehetséges, hogy egy Amanibakhi nevű király uralkodott köztük.

## Neve
Akharatan az egyiptomi fáraók mintájára legalább részben fáraói titulatúrát vett fel.
- Hórusz: Kanaht Tjema Neditef („Az erős bika, kinek karja erős, apja védelmezője”).
- Prenomen: Noferibré („Ré szíve gyönyörű”)
- Nomen: Akharatan

## Fordítás
- Ez a szócikk részben vagy egészben  az   Akhraten című angol Wikipédia-szócikk ezen változatának fordításán alapul.  Az eredeti cikk szerkesztőit annak laptörténete sorolja fel. Ez a jelzés csupán a megfogalmazás eredetét és a szerzői jogokat jelzi, nem szolgál a cikkben szereplő információk forrásmegjelöléseként.

## Külső hivatkozások
- Bostonban található szobra (23.735)